# HD 83183
HD 83183 también conocida como h Carinae (h Car) es una estrella situada en la constelación de Carina de magnitud aparente +4,09.
Sin nombre propio habitual, es conocida por su denominación de Bayer —h Carinae— o por sus diversos números de catálogo.
Se encuentra, de acuerdo a la nueva reducción de los datos de paralaje de Hipparcos (2,46 ± 0,10 milisegundos de arco), a 1325 años luz del sistema solar.
h Carinae es una gigante luminosa de color blanco-azulado y tipo espectral B5II.
Tiene una temperatura efectiva en el rango de 14.300 - 14.900 K —la cifra varía según la fuente consultada— y brilla con una luminosidad 11.630 veces superior a la del Sol.
Su diámetro angular es de 3,6 × 10-4 segundos de arco, lo que corresponde a un diámetro unas 16 veces más grande que el diámetro solar.
Gira sobre sí misma con una velocidad de rotación proyectada —límite inferior de la misma— de 19 km/s. 
Es una estrella masiva, con una masa estimada de 9,4 ± 0,5 masas solares.
Su edad aproximada es de 24,5 ± 3,8 millones de años.